# Hans Simonsson
Hans Simonsson, född 1 maj 1962 i Färgaryd, Jönköpings län, är en svensk högerhänt tidigare professionell tennisspelare, Grand Slam-vinnare i dubbel. 

## Tenniskarriären
Hans Simonsson spelade tennis på ATP-touren 1980–86. Han vann under proffskarriären 12 dubbeltitlar, varav en GS-titel. Han vann inga singeltitlar. Sin bästa ranking i singel, nummer 45, hade han 1982. I dubbel rankades han som bäst som nummer 10 (januari 1984). Han vann sammanlagt 325 035 dollar i prispengar.
Simonsson hade störst framgångar som dubbelspelare, främst i par med Anders Järryd. År 1983 nådde paret dubbelfinalen i Franska öppna på Roland Garros. De mötte där Mark Edmondson/Sherwood Stewart som de besegrade med 7-6, 6-4, 6-2. Samma säsong vann det svenska paret också Stockholm Open. 
Hans Simonsson deltog i det svenska Davis Cup-laget säsongerna 1980–83. Han spelade totalt 9 matcher av vilka han vann 6, samtliga matcher var i dubbel tillsammans med Anders Järryd (8) och Stefan Simonsson (1). År 1981 mötte det svenska laget ett lag från Australien i en kvartsfinal som spelades i Båstad. Svenskarna förlorade mötet med 1-3, men paret Simonsson/Järryd svarade för Sveriges enda seger i dubbelmatchen. Det svenska dubbelparet var nederlagstippat, men lyckades i en tät femsetsmatch besegra Peter McNamara/Paul McNamee efter att ha vänt ett underläge på 0-2 i set (7-9 3-6 8-6 6-2 6-2). År 1983 nådde det svenska laget för andra gången världsfinalen som spelades i Melbourne i Australien. Simonsson i par med Järryd förlorade dubbelmatchen mot Mark Edmondson/McNamee (4-6 4-6 2-6). Australien vann Cup-titeln med 3-2 i matcher.

## Spelaren och personen
Hans Simonsson utvecklades som tennisspelare genom träningsresor med Team SIAB i början på 1980-talet tillsammans med Mats Wilander, Anders Järryd och Joakim Nyström under ledning av John-Anders Sjögren. Efter drygt fem år som professionell spelare slutade han spela tävlingstennis och började istället med racing. Senare arbetade han som tennistränare, bland andra för Niklas Kulti och Åsa Svensson. Han ägnar sig numera huvudsakligen åt racing i STCC.

## Grand Slam-titlar
- Franska öppna
  - Dubbel - 1983